# Stichting 2454 CREW

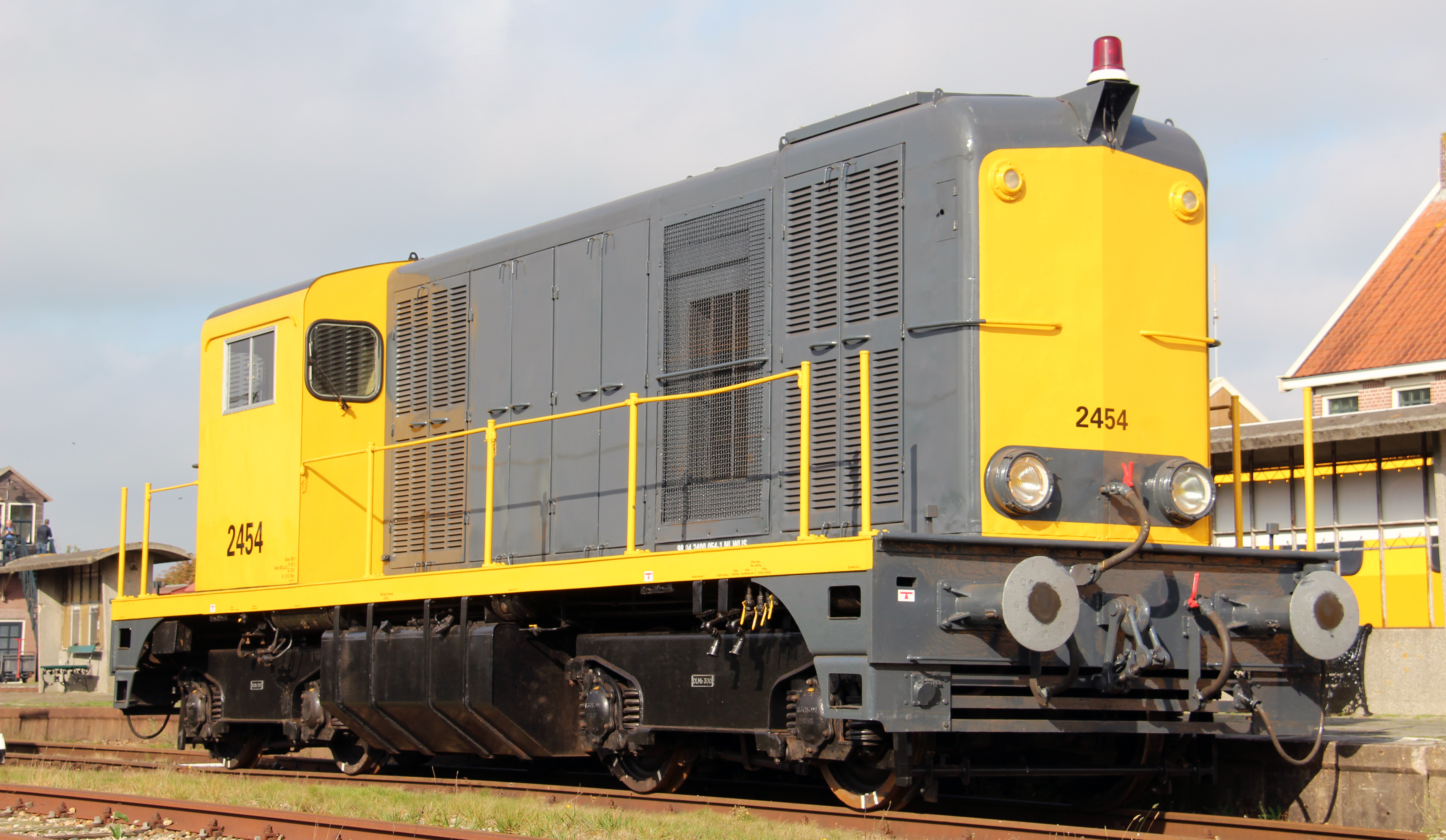
NS-loc 2454, naamgever van de organisatie, te Stadskanaal; 2017.

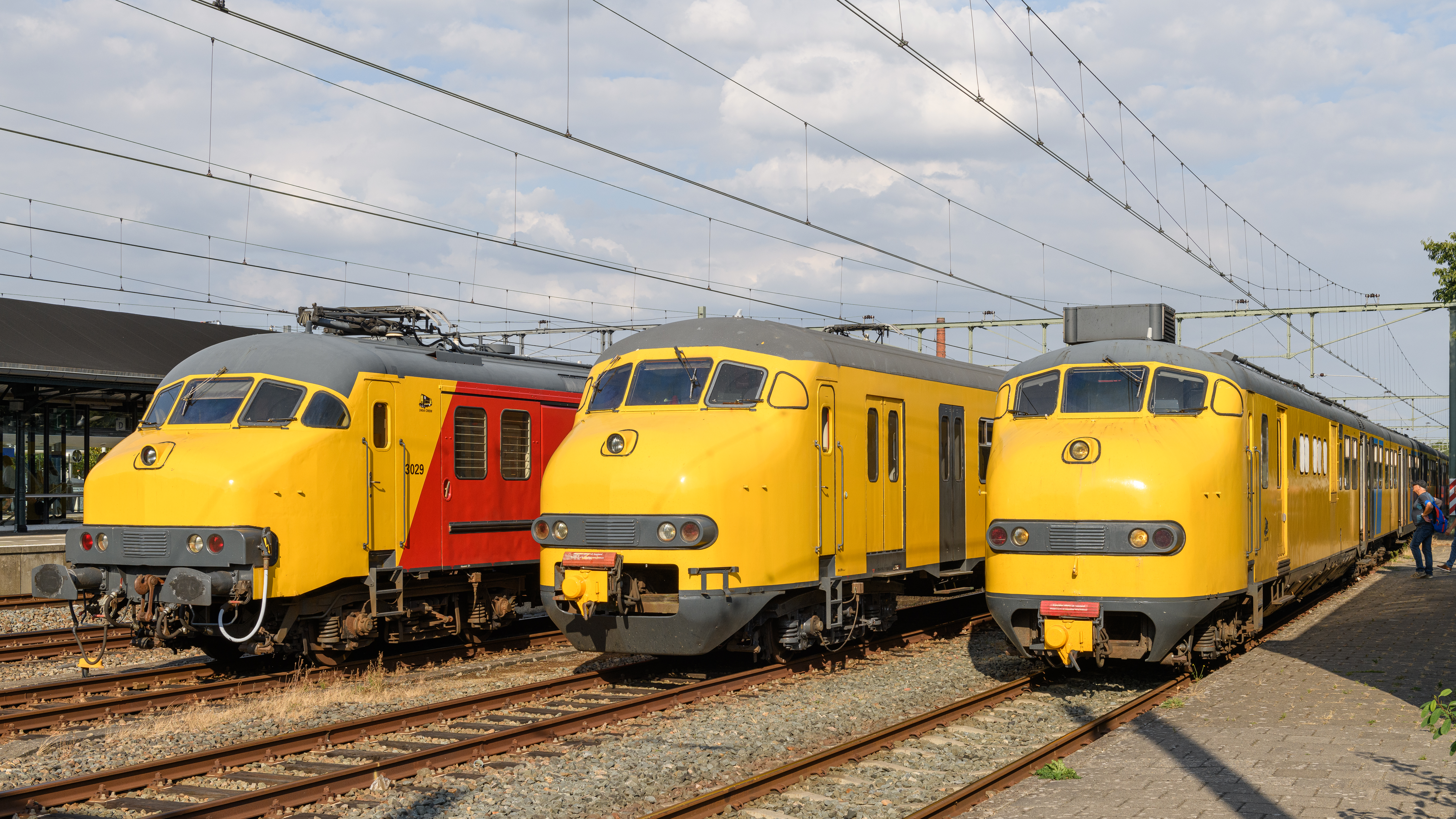
Line-up met v.l.n.r. Motorpost 3029, Plan V 904 en Plan U 151 te Apeldoorn; 20 augustus 2022.

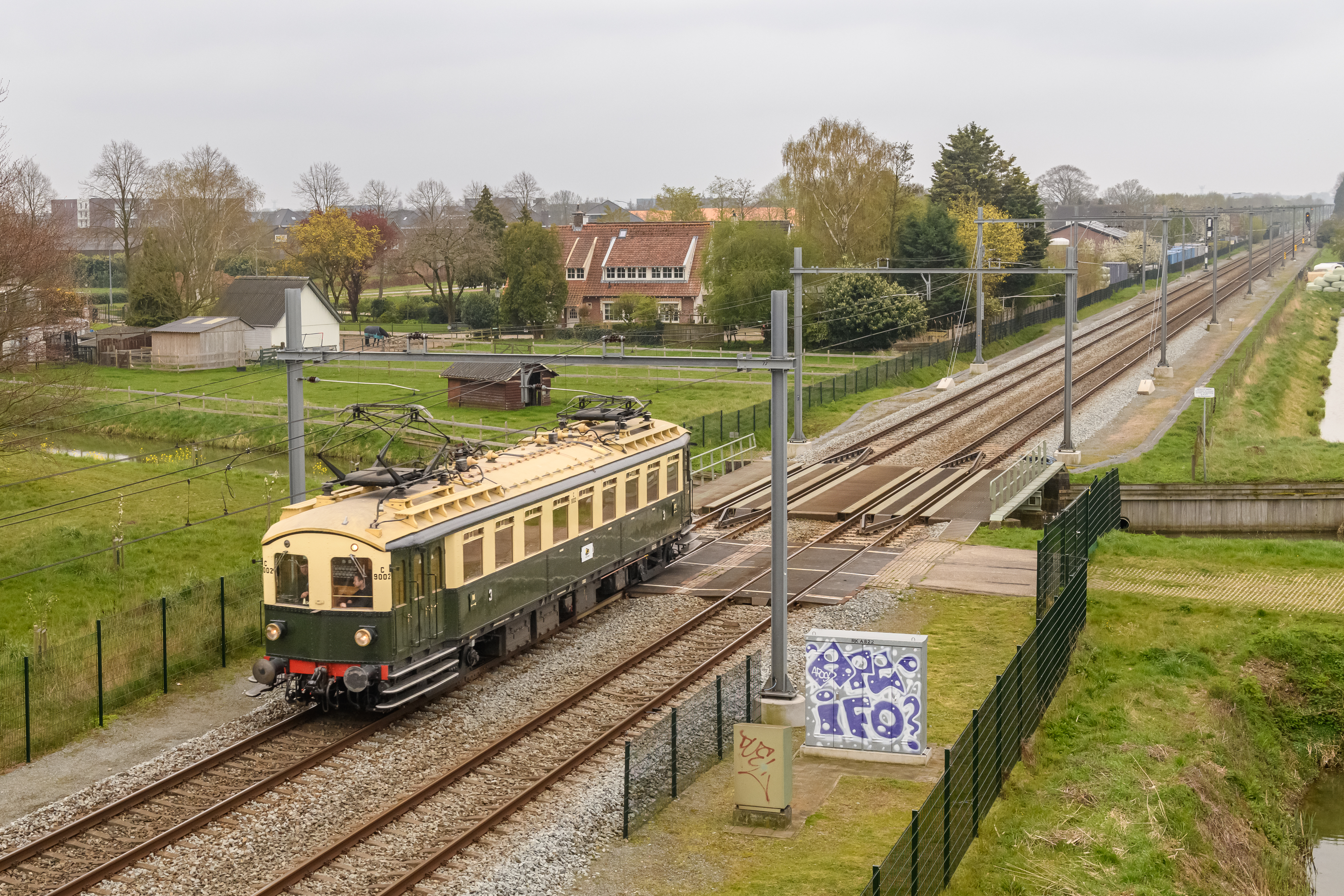
NS mC 9002 tijdens een proefrit te Elst op 16 april 2023.

De Stichting 2454 CREW is opgericht in november 2019 voor het behoud van loc NS 2454 en nog enkele andere museumvoertuigen die tot dan in beheer waren bij de opgeheven Vereniging tot Behoud van Spoormaterieel Haarlem (BSH).
De stichting beschikt over:
- NS-loc 2454 "Niels", naamgever van de organisatie
- NS-loc 2296 (ex-2368) (per 1 december 2022 overgenomen van Stichting Erfgoed Hengelo)
- NS-loc 662 (in oktober 2023 overgenomen van Stichting Spoorverleden Drachten)
- Locomotor 232 (in 2020 overgenomen van de BSH)
- Locomotor 246 (kraansik, in 2022 overgenomen van de stichting tot behoud van Weg en Werken Haarlem)
- Locomotor 276 (kraansik, in 2021 overgenomen van Fairtrains)
- Plan U 114 (in 2025 overgenomen van Het Spoorwegmuseum)
- Plan U 115 (in 2020 als onderdelenleverancier overgenomen van Stichting DE-III. Zal gebruikt worden om de 114 rijvaardig te maken)
- Plan U 151 (in 2020 overgenomen van Stichting Historisch Dieselmaterieel)
- Mat '24 mC 9002 "Jaap" (in 2021 overgenomen van Werkgroep Jaap)
- Mat '64 904 (op 1 januari 2022 overgenomen van Stichting Mat '64)
- Motorpost mP 3029 (in 2020 overgenomen van Eurailscout)
- Rijtuig WRDk 87 107 (Plan D-stuurstandrijtuig voor de Beneluxtrein; in 2020 overgenomen van de BSH)
- Bagagewagen D 6072 (Stalen D, ex-ongevallenwagen; in 2020 overgenomen van de BSH)
- Verblijfswagen 40 84 959 1 575-8
- Verblijfswagen 40 84 959 4 895-7
- Verblijfswagen 40 84 959 4 886-6
- Gesloten goederenwagen 01 84 150 0 012-6

## Rijvaardig materieel
Loc 2454 is sinds 2017 weer rijvaardig, treinstel NS 151 sinds juni 2020, treinstel Mat '64 904 sinds 2022. In 2021 is mP 3029 rijvaardig gemaakt, deze is teruggebracht in de PTT kleurstelling. Motorwagen Mat '24 mC 9002 "Jaap" staat sinds mei 2023 bij de Museumstoomtram Hoorn-Medemblik, t.b.v. ritten vanuit Hoorn. Treinstel NS 115 is rijvaardig sinds 2024. Locomotoren 232 en 246 worden gebruikt voor rangeerwerk te Roosendaal, Locomotor 276 wordt gebruikt voor rangeerwerk te Amersfoort.

## Afbeeldingen

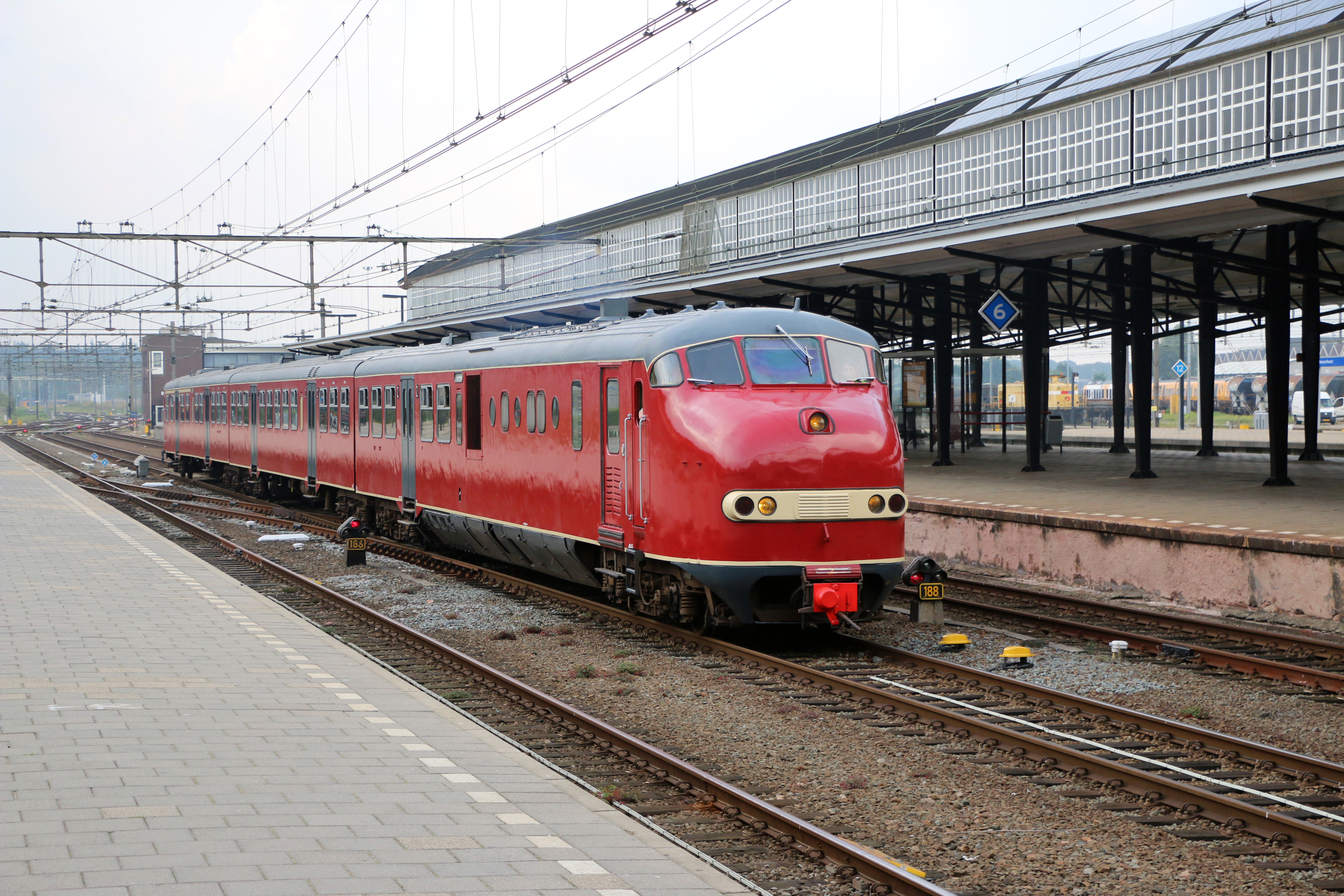
Plan U 115 te Amersfoort; 19 september 2014.
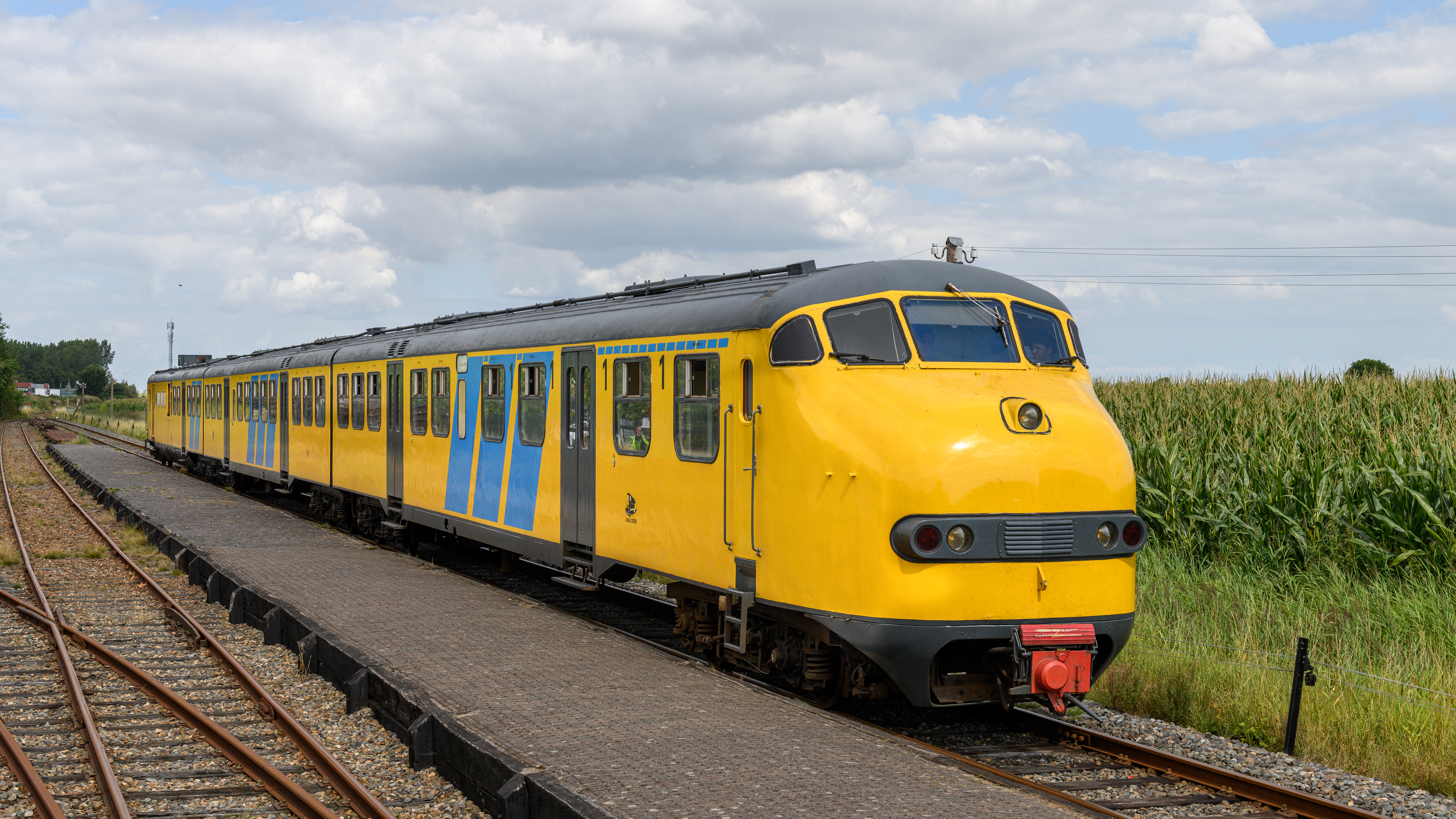
Plan U 151 te Wognum-Nibbixwoud; 20 augustus 2022.
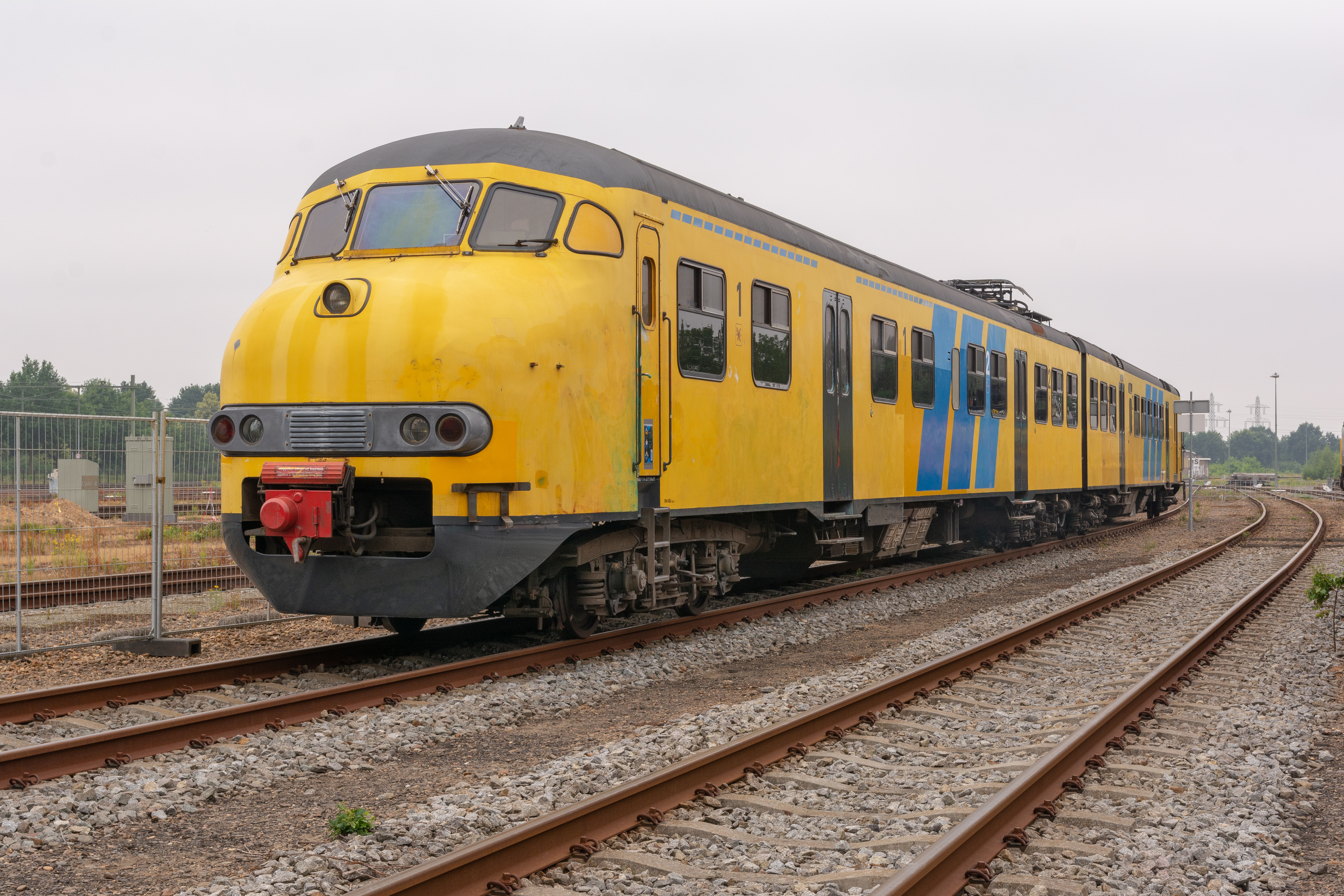
Plan V 904 te Blerick; 10 juni 2018.
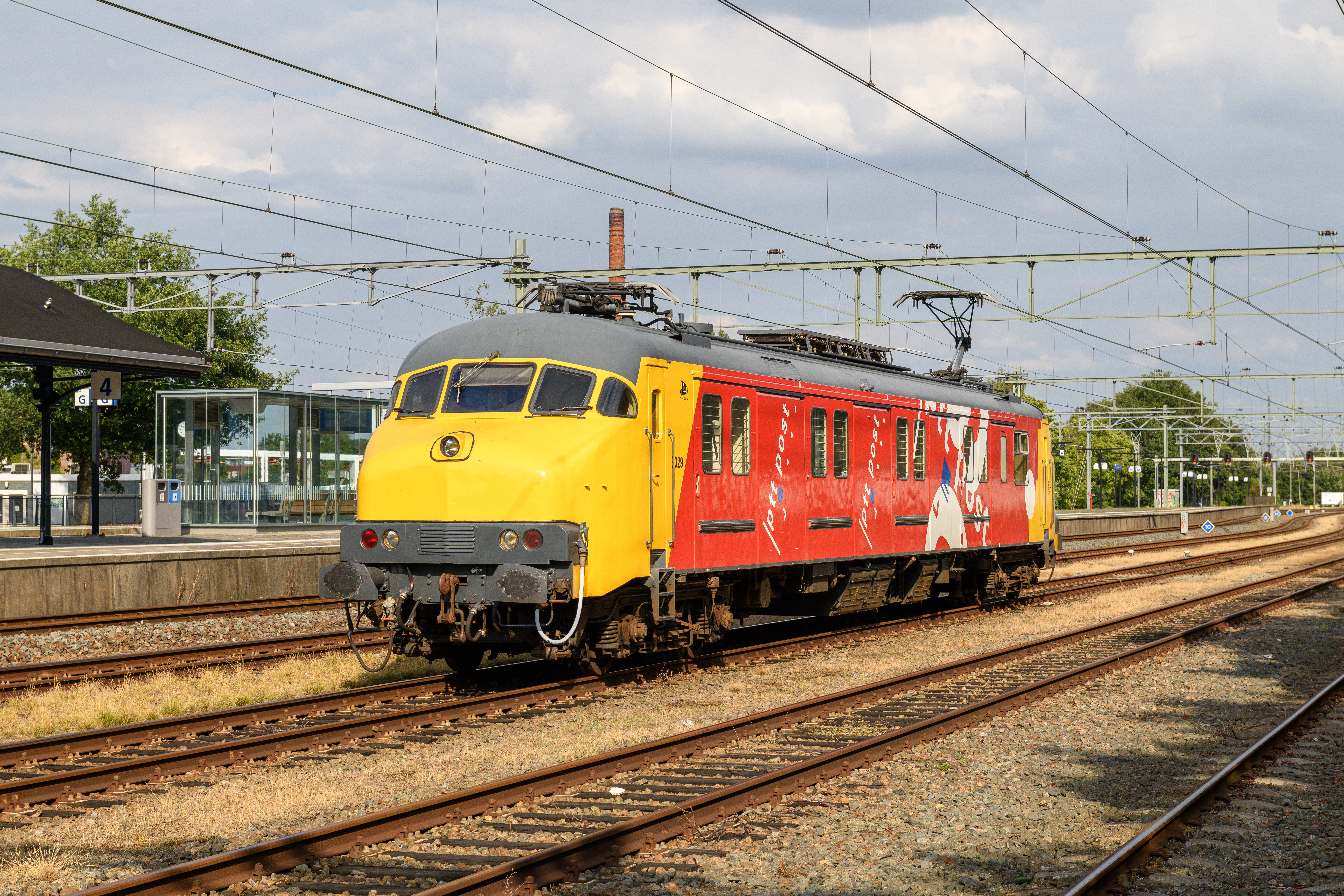
Motorpost 3029 te Apeldoorn; 20 augustus 2022.
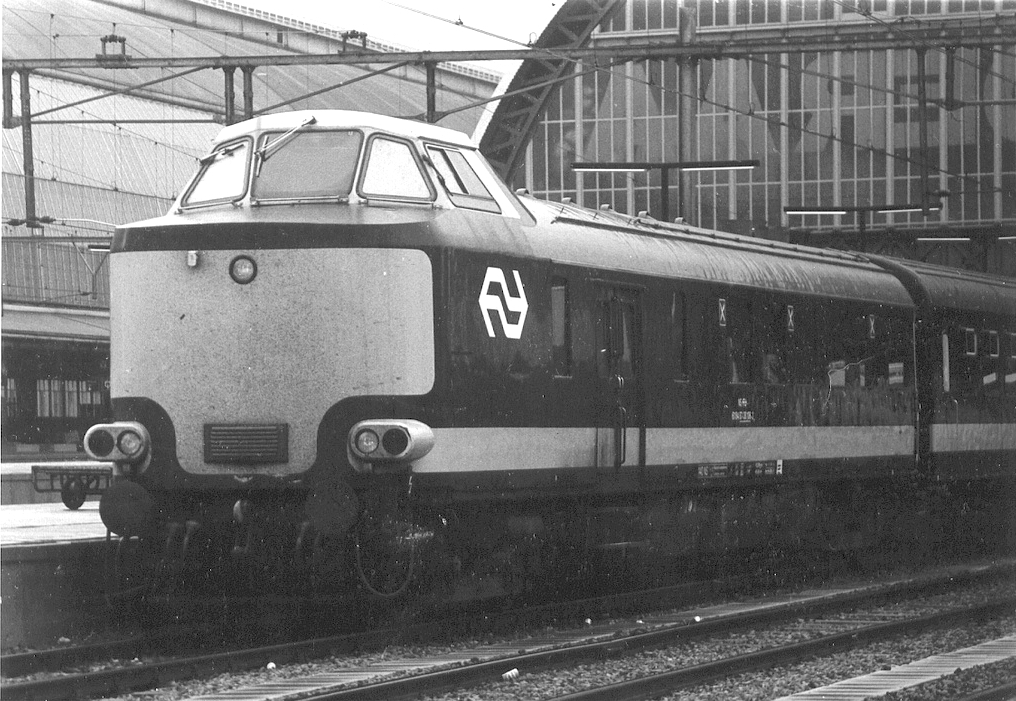
Een Plan D-stuurstandrijtuig voor de Beneluxtrein zoals dat tussen 1974 en 1987 dienst deed.
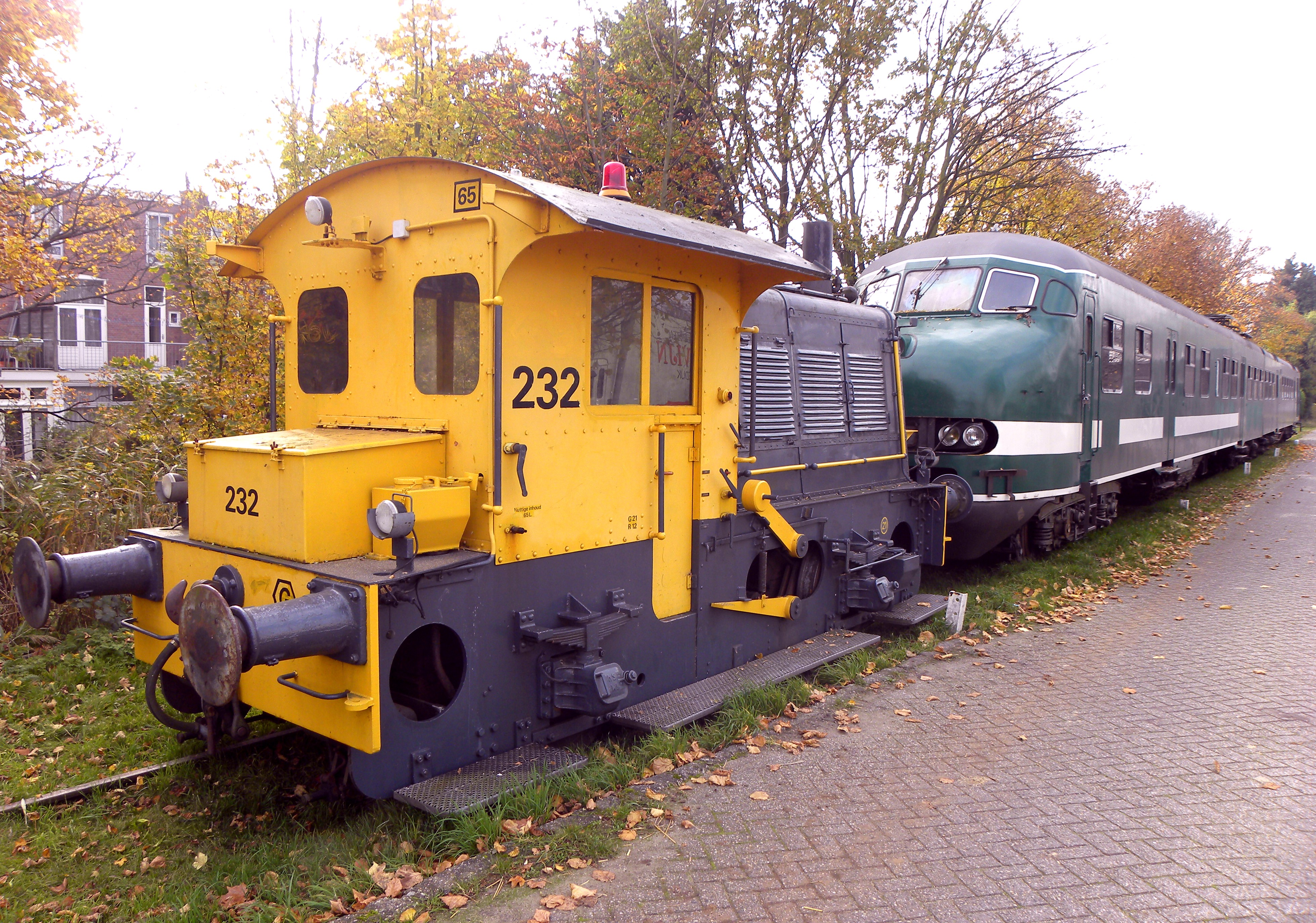
Locomotor NS 232 te Haarlem; 31 oktober 2009.
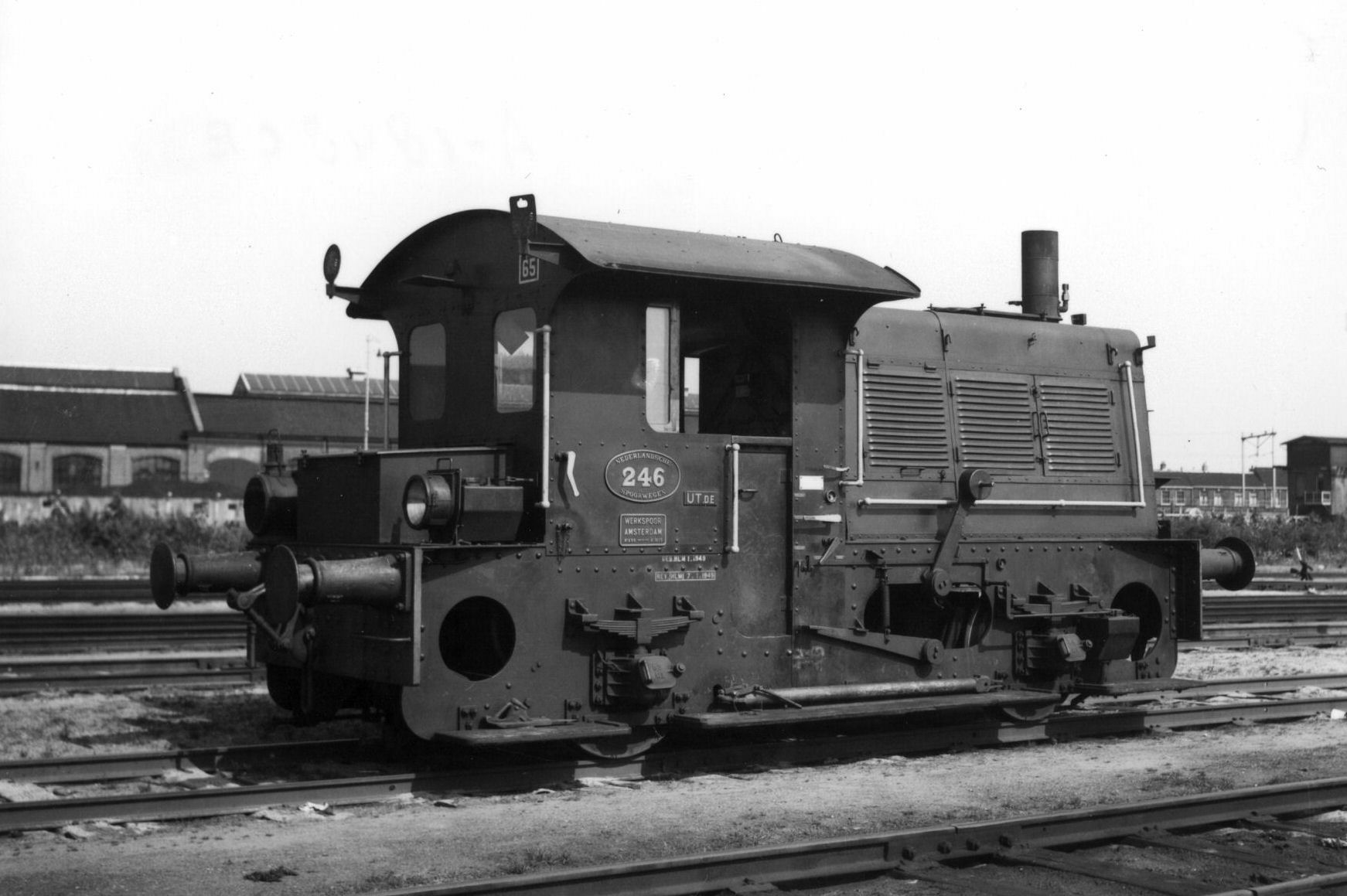
Locomotor NS 246 te Utrecht; 27 augustus 1954.
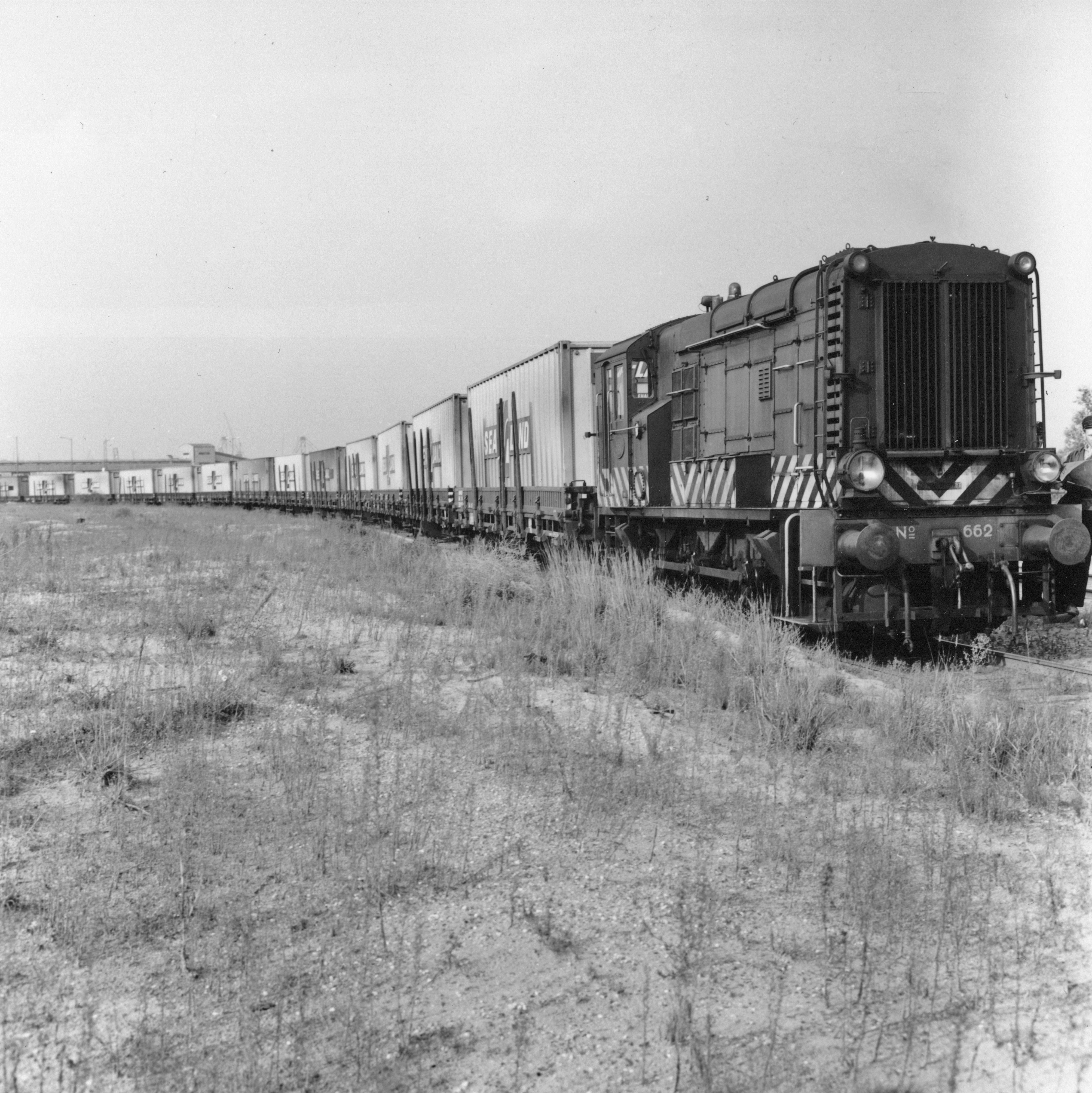
Dieselloc NS 662 te Rotterdam; 1971.